# オノンダガ (ニューヨーク州)
オノンダガ（Onondaga）は、アメリカ合衆国ニューヨーク州オノンダガ郡にある町。2010年国勢調査時点での人口は23,103人。イロコイ連邦を構成する先住民オノンダガ族にちなんで名付けられた。郡庁所在地のシラキュースとは北東部で接している。

## 歴史
ネイティブ・アメリカンたちは、数百年にわたってこの地で生活を営んできた。1600年にはイロコイ連邦の首都がこの地にあり、オノンダガ族が生活をしていた。アメリカ独立戦争でイギリス本国側についたオノンダガ族は、1779年4月21日に大陸軍から攻撃を受けた。戦後敗北したオノンダガ族はオノンダガ保留地を除く多くの土地をアメリカ合衆国に割譲することとなり、人々の多くはニューヨークを去ってアッパー・カナダへと逃れた。
オノンダガ周辺の地域は戦後大陸軍側の退役兵に割り当てられた広大なニューヨーク中央部軍事地域に組み込まれ、数多くの移民がニューイングランドやニューヨーク東部から押し寄せた。1798年に町として成立し、その後複数回にわたる領域変更があって現在に至る。
最初の議会議事堂は1805年にオノンダガ・ヒルに建築され、当時は郡庁としても機能していた。1830年に郡庁がシラキュースに移転して以降も、オノンダガ・ヒルの旧郡庁舎は1846年まで学校として利用された。

## 地理

### 地勢
アメリカ合衆国統計局によると、オノンダガの総面積は150 km2 (57.8 mi2) である。このうち149 km2 (57.7 mi2) が陸地で0.26 km2 (0.1 mi2) が水域、総面積に占める水域の割合は0.16%である。

## 交通

### 道路
- 国道11号線（英語版）
- 国道20号線（英語版）
- 州間高速81号線
- 州道80号線（英語版）
- 州道173号線（英語版）

## 人口動勢
以下は2000年における人口統計データである。
| 基礎データ - 人口: 21,063人 - 世帯数: 7,679世帯 - 家族数: 5,513家族 - 人口密度: 140.9人/km²（364.9人/mi²） - 住居数: 7,964軒 - 住居密度: 53.3軒/km²（138.0軒/mi²） 収入と家計 - 収入の中央値 - 世帯: 53,421米ドル - 家族: 63,674米ドル - 性別 - 男性: 42,495米ドル - 女性: 31,160米ドル - 人口1人当たりの収入: 25,522米ドル - 貧困線以下 - 対人口: 4.2% - 対家族数: 2.6% - 18歳未満: 3.8% - 65歳以上: 6.7% | 年齢別人口構成 - 18歳未満: 26.5% - 18-24歳: 5.4% - 25-44歳: 27.2% - 45-64歳: 23.7% - 65歳以上: 17.2% - 年齢の中央値: 40歳 - 性比（女性100人に対する男性の人口） - 総人口: 92.0 - 18歳以上: 86.7 人種別人口構成 - 白人: 94.29% - アフリカ系アメリカ人: 1.96% - ネイティブ・アメリカン: 1.07% - アジア人: 1.16% - 太平洋諸島系: 0.04% - その他の人種: 0.16% - 混血: 1.32% - ヒスパニック・ラテン系: 1.05% |